# Erich Dawideit
Erich Dawideit (* 23. März 1909 in Berlin; † April 1945 in Veles, Jugoslawien) war ein deutsches KPD-Mitglied, Widerstandskämpfer und Partisan.

## Leben

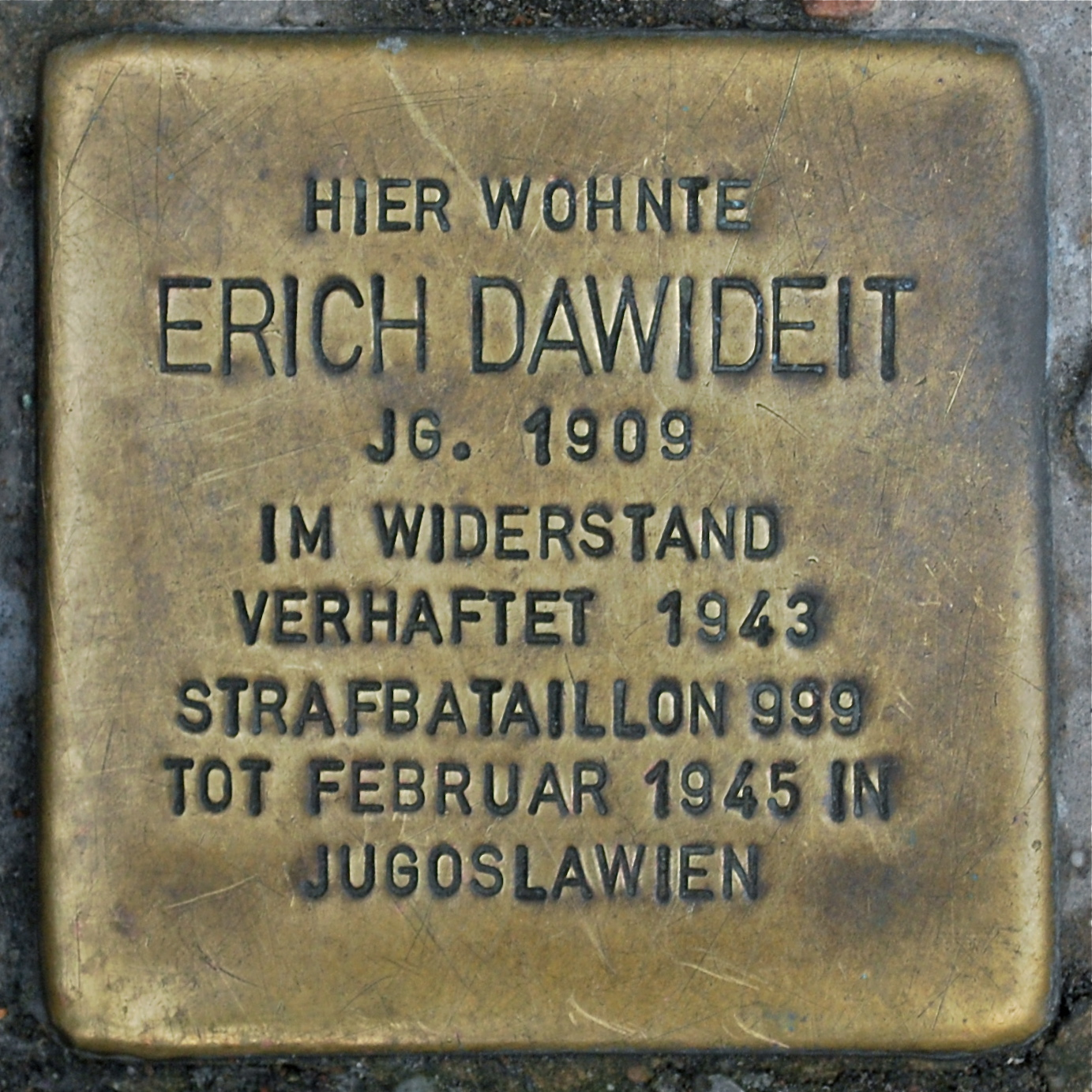
Stolperstein für Erich Dawideit an der Brunnenstraße 118 in Berlin-Gesundbrunnen

Erich Dawideit war Bäcker und Metallarbeiter, wohnte in der Brunnenstraße in Berlin-Gesundbrunnen und war KPD-Mitglied. In der Gruppe „Fichte-Humboldt“ des Arbeitersportvereins Fichte Berlin war er ein bekannter Aktivist. An seiner Arbeitsstelle im Siemens-Dynamowerk in Berlin-Spandau war er Mitglied einer illegalen Betriebsgruppe, die zur Saefkow-Jacob-Bästlein-Organisation gehörte und Geld und Lebensmittel für andere Widerstandskämpfer sammelte. Wegen Verteilung illegaler Flugblätter wurde Dawideit verhaftet und 1938 vom Kammergericht Berlin wegen „Massenpropaganda“ zu dreieinhalb Jahren Haft verurteilt, die er im Zuchthaus Luckau und einem Strafgefangenenlager im Emsland verbüßte. Nach seiner Entlassung nahm er Verbindung zu früheren Sportlern des Fichte-Sportvereins auf und baute ab Anfang 1942 eine illegale Betriebsgruppe bei der Argus Motoren Gesellschaft in Berlin-Reinickendorf auf. Im Jahr 1943 wurde er zur Strafdivision 999 eingezogen und in Griechenland zur Partisanenbekämpfung eingesetzt. Im April 1944 lief er zu den griechischen Partisanen über. Im Februar 1945 befand sich Dawideit im nordmazedonischen Veles in einem Gefangenenlager jugoslawischer Partisanen. Dort wegen seines selbstbewussten Auftretens aufgefallen, wurde er bei Kriegsende als „faschistischer Meuterer“ erschossen. Das gleiche Schicksal erlitten weitere „Politische“, darunter Paul Grünefeld, der ehemalige Organisationsleiter des illegalen KPD-Unterbezirks Gesundbrunnen.

## Gedenken
Im Juni 2009 wurde von der Stadt Berlin ein Stolperstein vor seiner Wohnung an der Brunnenstr. 118 in Berlin-Gesundbrunnen angebracht. Im Dezember 2021 wurde der Stolperstein von unbekannten Tätern herausgebrochen und zerstört.